# Xã Cedar, Quận Mitchell, Iowa
Xã Cedar (tiếng Anh: Cedar Township) là một xã thuộc quận Mitchell, tiểu bang Iowa, Hoa Kỳ. Năm 2010, dân số của xã này là 575 người.